# Джевизлик (квартал на Истанбул)
„Джевизлик“ (на турски: Cevizlik) е квартал на Истанбул, разположен в градска околия Бакъркьой. Общата му площ е 0,19 км2. Според данни на Адресната система за регистриране на населението (ABPRS) към 2024 г. населението на „Джевизлик“ е 5108 жители.